# Long Run Incremental Cost
Long Run Incremental Cost (LRIC) steht für langfristige inkrementelle Kosten einer Wirtschaftseinheit (Inkrement). Die Abwandlung Long Run Average Incremental Cost (LRAIC) steht für die durchschnittlichen langfristigen inkrementellen Kosten.
LRIC spielen seit 1960 eine besondere Rolle in der Regulierungsökonomie, weil dort das Instrument der Grenzkosten nicht praktikabel war. Die Wirtschaftseinheit (Inkrement), auf die sich das LRIC bezieht, kann ein ganzes Unternehmen oder nur einen Teil betreffen.
Mit dem Standard sollen die Kosten eines Inkrements erfasst werden, die einem Anbieter dadurch entstehen, dass er gegenwärtig und in Zukunft innerhalb eines gegebenen Portfolios eine bestimmte Leistung erbringt und vermarktet, wobei durch Long-Run ausgedrückt wird, dass es sich um Kosten handelt, die in der langen Frist alle variabel sind – variabel in dem Sinne, dass sie je nach Umständen entstehen oder nicht entstehen können bzw. von Entscheidungen des Unternehmens bezüglich Entwicklung von Geschäftsfeldern, Investitionen etc. zu den gegebenen Zeitpunkten abhängen –, und durch Incremental, dass es sich um die Kosten dieser bestimmten Leistung handelt, die zusätzlich zu den Kosten entstehen, die für alle übrigen im Portfolio befindlichen und in der Regel vom Anbieter-Netz erbrachten Leistungen anfallen.

## Ermittlung
Das LRIC wird in Top-Down-Modellen ermittelt, indem die Gesamtkosten eines bestehenden Inkrementes um die Ineffizienzen bereinigt werden. In Bottom-Up-Modellen wird das LRIC aus den grundlegenden Daten ermittelt, bei der Telekommunikation etwa „Nachfrage, wie sie sich am Markt manifestiert, einem Netz, das diese Nachfrage befriedigen kann und entsprechend bester Technologie auf dem Computer abgebildet worden ist, und den für die Inputs geltenden Preisen.“